# Upminster
Upminster es un barrio del municipio londinense de Havering. Se encuentra a unos 26,6 km (16,5 mi) al este-noreste de Charing Cross, Londres, Reino Unido. Según el censo de 2011 contaba con una población de 25361 habitantes. El barrio fue identificado como una de las 35 principales áreas de la ciudad en el Plan de Londres.